# Fuad Masum
Muhammad Fuad Masum (àrab: محمد فؤاد معصوم, Muḥammad Fuʾād Maʿṣūm; kurd: فوئاد مەعسووم) (Koy Sanjaq, 1 de gener de 1938) fou el setè president de l'Iraq, en el càrrec des de 2014 fins al 2018. És un veterà polític kurd i va ser triat com a president després de l'elecció parlamentària del 2014. Masum és el segon president no àrab de l'Iraq, succeint a Jalal Talabani, també kurd, i és un home de confiança de Talabani. Va ser succeït, el 2 d'octubre de 2018, per Barham Salih.